# Kevin Cheveldayoff
Kevin Cheveldayoff (Saskatoon, Saskatchewan, 1970. február 4. –) kanadai profi jégkorongozó.

## Karrier
Komolyabb junior karrierjét 1986-ban a WHL-es Brandon Wheat Kingsben kezdte, mint védő. 1990-ig játszott ebben a junior ligában csak a brandoni csapat. Kőkemény védő volt. Rengeteg büntetőpercet kapott. Az 1988-as NHL-drafton a New York Islanders kiválasztotta az első kör 16. helyén. Ennek ellenére sosem játszott a National Hockey League-ben. Felnőtt pályafutását 1990-ben kezdte meg az AHL-es Springfield Indiansban. Ekkor négy mérkőzésen lépett jégre. A következő szezonban a szintén AHL-es Capital District Islandersben játszott és itt is maradt 1993-ig. Három év alatt mindössze három gólt ütött, ám büntetőpercekből sokat kapott. Utolsó idényét 1993–1994-ben jétszotta az IHL-es Salt Lake Golden Eaglesben. Ezután visszavonult és az edzői, valamint az irodai munkát választotta.

## Edzői pályafutás

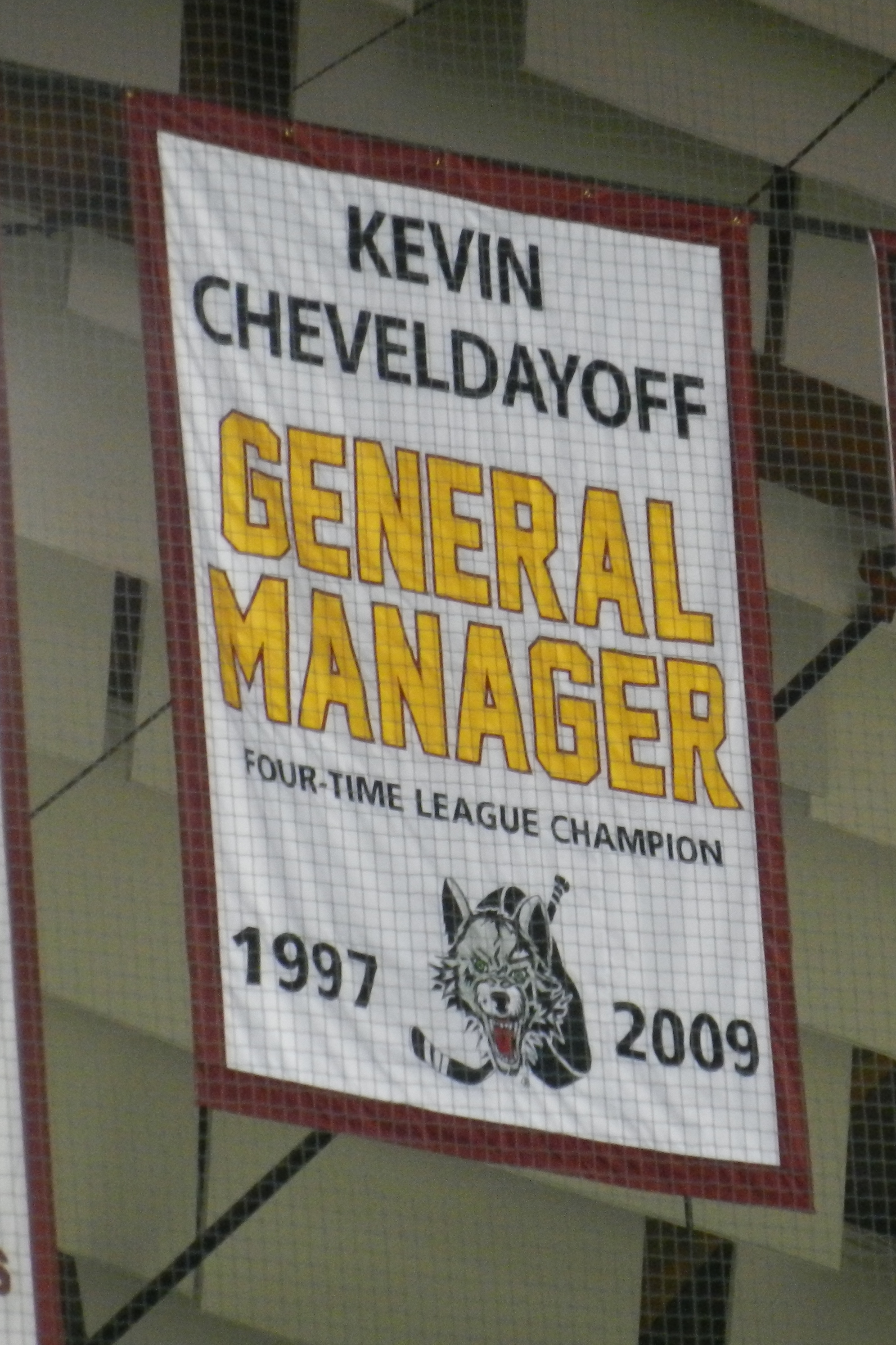
Egy Cheveldayoff sikereit méltató transparens a Wolves csarnokában

1995–1996-ban az IHL-es Utah Grizzliesnek lett a másodedzője. Még ebben a bajnoki idényben elkerült onnan és a rollerhokis Denver Daredevils edzője lett, ám a statisztikai mutatók borzasztóak voltak. A következő évben visszament a Grizzlieshez másodedzőnek. 1997-ben az IHL-es Chicago Wolves general menedzsere lett. 2009-ig volt a Wolvesnál. Ez idő alatt kettő Turner-kupát nyertek és miután 2001-ben megszűnt az IHL, a csapat az AHL-be került és ott is nyertek kettő Calder-kupát. 2009-ben az NHL-es Chicago Blackhawks kinevezte őt general menedzser-helyettesnek. 2010-ben a Balckhawks megnyerte a Stanley-kupát. 2011. június 8-án az újonnan alakult NHL-es Winnipeg Jets general menedzsere lett. A Jetszet birtokló True North Sports & Entertainmentben is van érdekeltsége.